# Красковский, Андрей Алексеевич
Андре́й Алексе́евич Краско́вский (1871 — после 1907) — член II Государственной думы от Минской губернии, крестьянин.

## Биография
Православный, крестьянин деревни Ляхово Новогрудского уезда.
Окончил народное училище. Занимался земледелием (9 десятин). Состоял членом Русского окраинного союза.
В феврале 1907 года был избран членом II Государственной думы от Минской губернии. Входил в группу правых и умеренных. Состоял членом аграрной комиссии. Выступал по поводу декларации Совета министров и по аграрному вопросу.
Судьба после роспуска II Думы неизвестна.